# Jelena Wentcel
Jelena Siergiejewna Wentcel (literacki pseudonim Irina Nikołajewna Griekowa, z domu Dołgincewa; 8 [21] marca 1907, Rewel, Imperium Rosyjskie, obecnie Tallin, Estonia – 15 kwietnia 2002, Moskwa, Rosja) — radziecka matematyk, autorka podręczników z teorii prawdopodobieństwa i badania operacji, rosyjski prozaik, doktor habilitowany nauk technicznych (1954), profesor (1955).

## Biografia
Urodziła się w Rewlu (obecnie Tallin). Ojciec, Siergiej Fiedorowicz Dołgincew, był nauczycielem matematyki i uważając, że wyższa matematyka jest łatwiejsza od  elementarnej, zajmował się nią z córką już gdy miała siedem-osiem lat, co określiło jej przyszły zawód.
W 1923 roku, w wieku szesnaście lat rozpoczęła studia w Uniwersytecie Petersburskim. Jej wykładowcami byli m.in. B. N. Delaunay, I. M. Winogradow, G. Fichtenholz.
Studia ukończyła w 1929 roku na wydziale matematyki i fizyki. Następnie pracowała m.in.:
- 1935—1969 — w Wojskowo-powietrznej Akademii Inżynieryjnej im. Żukowskiego,
- 1969—1987 — na wydziale matematyki stosowanej w Moskiewskim instytucie inżynierów transportu (МИИТ).

Była autorką lub współautorką szeregu monografii i podręczników:
- Elementarny kurs teorii prawdopodobieństwa w odniesieniu do zadań strzelania i bombardowania, 1945
- Teoria prawdopodobieństwa, 1969
- Teoria prawdopodobieństwa: Zadania i ćwiczenia, 1969
- Problemy teorii prawdopodobieństwa, 1983
- Teoria prawdopodobieństwa i inżynierii, 2000
- Teoria procesów losowych i inżynierii, 2000
- Wprowadzenie do badań operacyjnych: Poradnik, 1964
- Badanie operacji: zadania, zasady, metody, 1988
- Elementy teorii gier, 1961
- Elementy programowania dynamicznego, 1961

Od 1962 roku publikowała dzieła literackie. Od 1967 roku należała do Związku Pisarzy ZSRR.
Zmarła 15 kwietnia 2002 roku w Moskwie, w wieku 96 lat. Zastała pochowana na nowym Cmentarzu Dońskim w Moskwie.

## Twórczość literacka
Utworzy literackie publikowała pod pseudonimem I. Griekowa, przyjętego od nazwy litery "y", tj. igrek (po rosyjsku igriek). Dzieła ukazywały się od początku 1960 roku w czasopiśmie "Nowy świat", którym w tym czasie kierował A. Twardowski.
Były to (nazwa oryginalna, tłumaczenie,  rok publikacji, opcjonalnie: opis fabuły/tytuł i rok wydania w Polsce):
- opowiadanie „За проходной” („Za portiernią”), 1962;
- opowiadanie „Дамский мастер” („Damski mistrz”), 1963 — o życiu młodego człowieka (który uczy się zawodu fryzjera), postrzeganej oczami jego znajomej — dyrektor dużego instytutu naukowo-badawczego;
- opowiadanie „Под фонарём” („Pod lampą”), 1965 — kobieta-naukowiec na progu podjęcia ważnej osobistej decyzji w myślach wraca do swojego całego życia; „Pod lampą”, 1966;
- nowela „На испытаниях” („Na próbach”), 1967 — o uczonych przemysłu obronnego w 1952 roku, z wyraźnie odtworzoną atmosferą podejrzliwości i nieufności; „Ogniowe próby”, 1967;
- nowela „Маленький Гарусов” („Malutki Garusow”), 1970 — pokazuje psychiczną traumę osoby związaną z cierpieniami w dzieciństwie podczas blokady Leningradu; „Malutki Garusow”, 1969;
- nowela „Кафедра” („Katedra”), 1978; „Katedra”, 1977;
- nowela „Вдовий пароход” („Statek wdów”), 1981); „Statek wdów”, 1979;
- powieść „Пороги” („Progi”), 1981;
- powieść „Свежо предание” („Świeża tradycja”), (napisana w 1962) 1995);
- nowela „Хозяйка гостиницы” („Gospodyni hotelu”), 1976; „Mała gospodyni wielkiego hotelu”, 1975;
- nowela „Перелом” („Złamanie”), 1987;
- nowela „Фазан” („Bażant”); „Bażant”, 1985.

Proza Iriny Griekowej koncentruje się na środowisku naukowców, i w warunkach radzieckich stanowiła wariant literatury feministycznej.
Według dzieł literackich Iriny Griekowej wystawiono spektakle teatralne i nakręcono filmy:
- „Dni powszednie i święta” w MATA (według sztuki napisanej wspólnie z A. Galiczem), 1967;
- „Statek wdów” w teatrze Mossowietu;
- film "Katedra";
- film "Pobłogosławcie kobietę", 2003, według noweli „Mała gospodyni wielkiego hotelu”.

## Rodzina
Jej mężem był kierownik katedry balistyki  ВВИА, profesor, doktor nauk technicznych, generał-major lotnictwa Dymitr Aleksandrowicz Wentcel.
Dzieci:
- Tatiana D. Wentcel (1931-2012)[4][5] i Aleksander D. Wentcel[6] (ur. 1937) — matematyk, nauczyciel akademicki na wydziale mechaniczno-matematycznym Uniwersytetu Moskiewskiego,
- Michaił D. Wentcel (1939-1990).

## Literatura
- Kozak W., Лексикон русской литературы XX века = Lexikon der russischen Literatur ab 1917 / M. : RIK "Kultura", 1996.  — XVIII, 491, [1] s. — 5000 egz. — ISBN 5-8334-0019-8.